# A Beautiful Life (film 2023)
A Beautiful Life  è un film del 2023 diretto da Mehdi Avaz.

## Trama
Elliott è un giovane pescatore con una grande talento per la musica che viene scoperto dalla produttrice e manager musicale Suzanne che lo affiancherà a sua figlia divorziata Lilly. Il suo passato minaccerà sia la sua carriera che l'amore che sta per nascere proprio per Lilly.

## Distribuzione
Il film è stato distribuito sulla piattaforma Netflix a partire dal 1º giugno 2023.